# Samba
Samba, samba de roda – tradycyjny taniec brazylijski, charakteryzujący się dynamicznymi i zmysłowymi ruchami bioder. Tańczony jest solowo przez kobiety lub w parze kobieta plus mężczyzna. Jest „wizytówką” Brazylii na całym świecie, kojarzony głównie z karnawałem oraz capoeirą. Z samba de roda wywodzi się samba towarzyska – taniec towarzyski.

## Historia
Trudno określić, gdzie i kiedy dokładnie powstała, przyjmuje się jednak, że stało się to ok. XVI wieku (chociaż nazwy samba zaczęto używać dopiero w XIX wieku), a pochodzi – podobnie jak capoeira – ze stanu Bahia (Brazylia), z regionu Reconcavo. Wywodzi się z religijnych tańców afrykańskich, jednak rozwój i ujednolicenie samby rozpoczął się w momencie skolonizowania Brazylii przez Portugalczyków. Praktykowano ją przede wszystkim w senzalas (wioski niewolników), gdzie niewolnicy z Afryki podtrzymywali swoją kulturę, zbierając się na koniec dnia w kręgu – roda, w którym grano capoeirę lub tańczono sambę de roda. Najczęściej jednak sambę wykonywano po zakończeniu jogo (podobnie jest dziś w grupach capoeira), m.in. w celu uwiedzenia czy zwrócenia na siebie uwagi partnerki. Towarzyszyła temu muzyka grana na berimbau (dziś viola, z wyłączeniem samby po jogo de capoeira), pandeiro, atabaque, przy akompaniamencie śpiewu oraz klaskania. W ciągu wieków samba została urozmaicona elementami kultury brazylijskiej.

## Etymologia słowa samba
Termin „samba” w źródłach pisanych pojawił się w roku 1838. Samo pochodzenie słowa jest trudne do określenia. Wywodzi się ono z języków afrykańskich, stanowi zlepek słów, m.in. semba, esemba, ohisemba, masemba, desamba, sesemba, które oznaczają dotykanie się brzuchami, tańczenie do klaskania dłońmi, taniec z wybijaniem rytmu nogami.

## Taniec
Sambę de roda najczęściej tańczy się podczas karnawału i po jogo w capoeira, z tym jest też najczęściej kojarzona. Jej odmianą jest m.in. samba towarzyska, jest to jednak wersja znacznie zmieniona i „zeuropeizowana”. Zachowuje jednak pewne elementy m.in. charakterystyczny ruch bioder, a i kroki w sambie towarzyskiej są podobne do kroków samby tradycyjnej i capoeiry. Inną, nowoczesną odmianą samby jest samba hip-hop, tańczona solo.

### Samba de roda w capoeira
Jak sama nazwa wskazuje, sambę de roda tańczy się w kole (roda oznacza po portugalsku koło, okrąg). Najczęściej wygląda to w ten sposób, że po skończonym jogo de capoeira capoeristas tańczą sambę parami, kobieta z mężczyzną. Podobnie jak podczas jogo występuje element „kupowania”, z tym że tutaj zdobywa się tylko osoby innej płci. Mężczyźni rywalizują ze sobą o partnerkę, natomiast kobiety o partnera. Jako że capoeria jest sztuką walki polegającą na oszukiwaniu przeciwnika, podczas tańczenia samby capoeiristas (w tym przypadku głównie mężczyźni) często stosują triki i podchody, czasem także nieczyste, aby móc zatańczyć z partnerką. Taki schemat jest najczęstszy, jeśli wcześniej grano capoeira. Rzadziej ma miejsce sytuacja, kiedy do roda wchodzą same kobiety i wykonują taniec solowy. Po zakończeniu tancerka wybiera swoją następczynie. Jednak taniec solowy kobiety jest właściwie jedynym „stylem”, kiedy wcześniej nie grano jogo de capoeira, np. podczas karnawału lub w jednej ze współczesnych odmian samby – samby hip-hop.

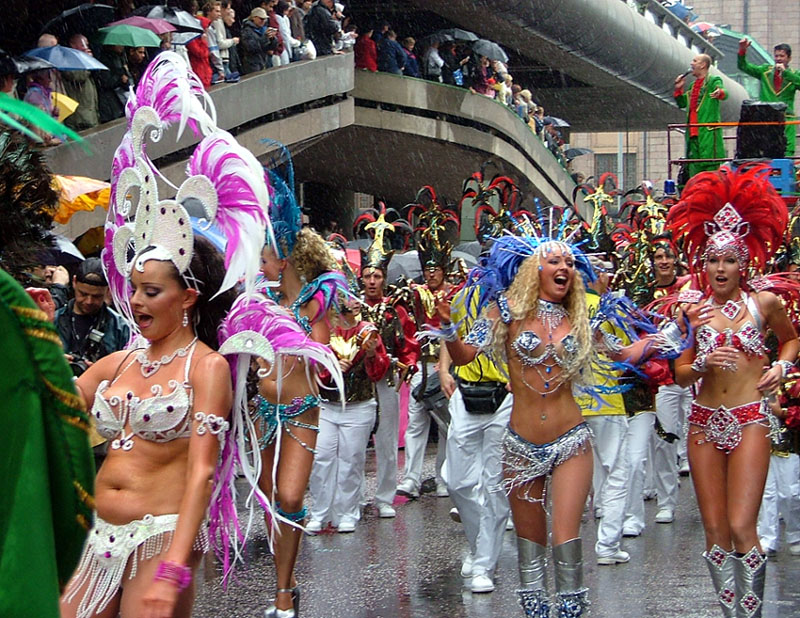
Tańcerki samby podczas karnawału w Helsinkach